# GNoME (Graph Networks for Materials Exploration)
GNoME (Graph Networks for Materials Exploration) ist ein Computerprogramm von DeepMind. Es hat 2,2 Millionen neue Kristallstrukturen entdeckt, darunter 380.000 stabile Materialien, die für zukünftige Technologien entscheidend sein könnten. Diese Entdeckung, veröffentlicht in Nature, markiert einen bedeutenden Fortschritt in der Materialwissenschaft und demonstriert das Potenzial der AI (Künstliche Intelligenz) in der Entdeckung und Entwicklung neuer Materialien in bisher unbekannten Maßstab.
Diese neuen Materialien könnten in Bereichen wie Supraleitern und modernen Batterietechnologien Anwendung finden.
GNoME verwendet methodisch zwei Ansätze zur Entdeckung stabiler Materialien. Der strukturelle Ansatz basiert auf bekannten Kristallstrukturen (wie etwa aus der Inorganic Crystal Structure Database), während der kompositionelle Ansatz eine randomisierte Methode auf chemischer Formelbasis nutzt. Die Vorhersagen werden mithilfe der Dichtefunktionaltheorie (DFT) bewertet, einem etablierten Verfahren in Physik, Chemie und Materialwissenschaften.
Durch den Ansatz des Aktives Lernens verbesserte sich die Genauigkeit der Vorhersagen zur Materialstabilität von rund 50 % auf 80 %. GNoME generiert Vorhersagen für stabile Kristallstrukturen, die anschließend mit DFT getestet und zur weiteren Verbesserung des Modells genutzt werden.

## Zusammenarbeit und Datenfreigabe
Forscher weltweit haben unabhängig 736 dieser neuen Strukturen experimentell erzeugt. GNoMEs Daten und Vorhersagen werden mit der Forschungsgemeinschaft geteilt, was zur weiteren Forschung und Entwicklung in der Kristall- und Materialwissenschaft beiträgt.
Diese Entdeckungen von DeepMind repräsentieren einen historischen Meilenstein in der Materialforschung, wobei die Anwendung von KI in der Festkörperchemie und Materialwissenschaft neue Horizonte eröffnet.